# Vaux (Mosela)
Vaux é uma comuna francesa na região administrativa de Grande Leste, no departamento de Moselle. Estende-se por uma área de 6,63 km². Em 2010 a comuna tinha 831 habitantes (densidade: 125,3 hab./km²).